# Аулендорф
Аулендорф (нім. Aulendorf) — місто в Німеччині, знаходиться в землі Баден-Вюртемберг. Підпорядковується адміністративному округу Тюбінген. Входить до складу району Равенсбург.
Площа — 52,36 км2. Населення становить 10 177 ос. (станом на 31 грудня 2020).